# Lanterne des morts de Fenioux
La lanterne des morts de Fenioux est une lanterne des morts de style roman saintongeais située à Fenioux en Saintonge, dans le département français de la Charente-Maritime en région Nouvelle-Aquitaine.

## Historique
La lanterne des morts de Fenioux fut construite au XIIe siècle sur un site qui faisait déjà l'objet de rites païens au VIe siècle : des fouilles y ont en effet mis au jour des pierres celtes et les vestiges d'un autel druidique. Elle se dresse à 80 mètres environ à l'ouest de l'église Notre-Dame-de-l'Assomption, c'est-à-dire en avant de sa façade. Cette lanterne des morts est « appelée aussi croix de l'Ouzanne ou Crossonière en raison de son analogie avec les croix hosannières, but de procession du dimanche des Rameaux ».
Elle fait l'objet d'un classement au titre des monuments historiques depuis la liste de 1862.

## Architecture
La lanterne des morts de Fenioux est un monument exceptionnellement bien conservé. Elle est constituée de onze colonnes, avec un escalier intérieur de 38 marches qui mènent au sommet et un lanternon surmonté d'une croix. Un caveau voûte est adossé à la lanterne.
Le monument Barrès, inauguré en 1928 sur la colline de Sion en Lorraine, en est fortement inspiré.
Une réplique de cette lanterne a été construite à Lozay sur l'aire de repos de l'autoroute A10 (sens Paris-Bordeaux), en 1994.

## Galerie d'images

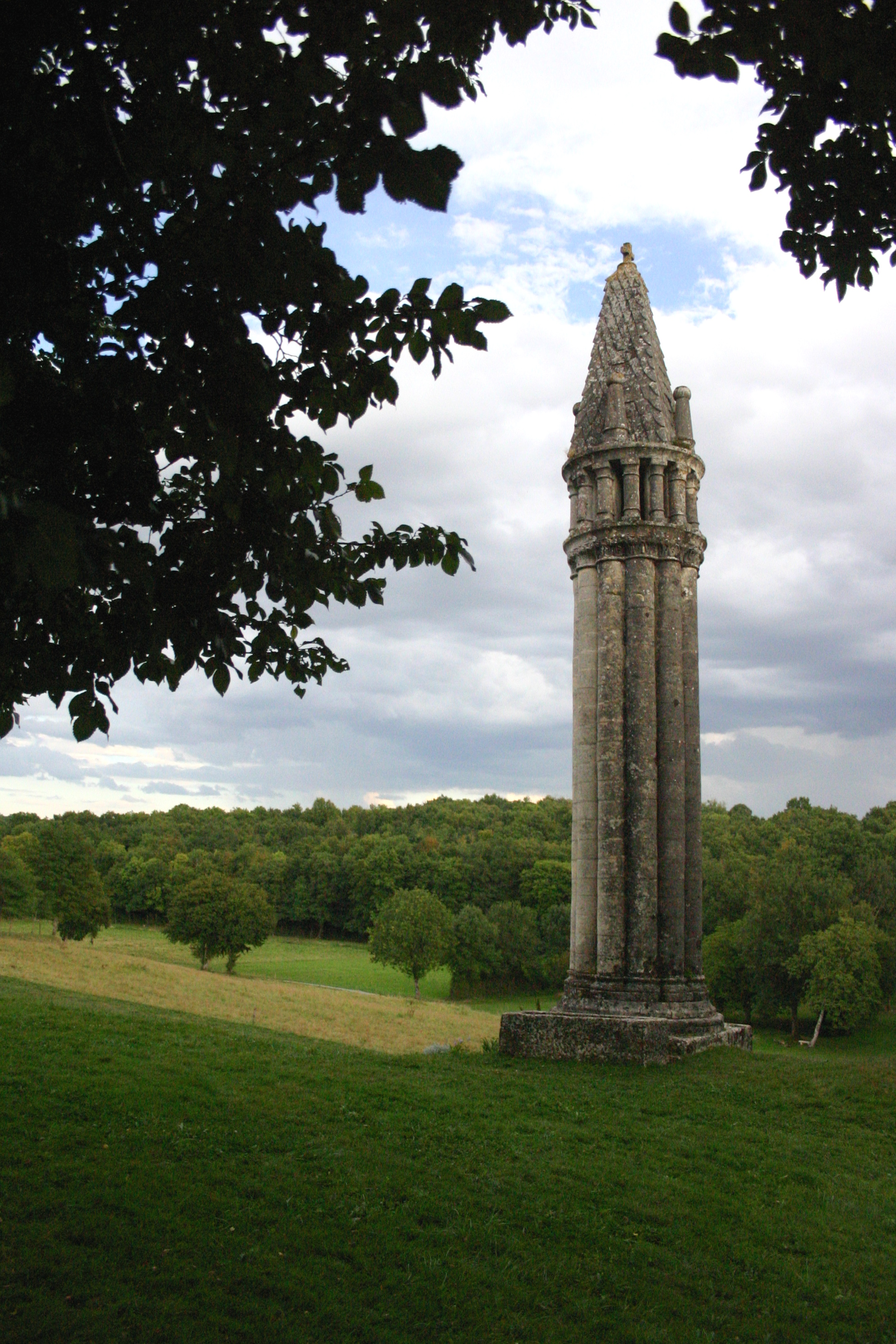
La lanterne des morts vue de l'ouest.
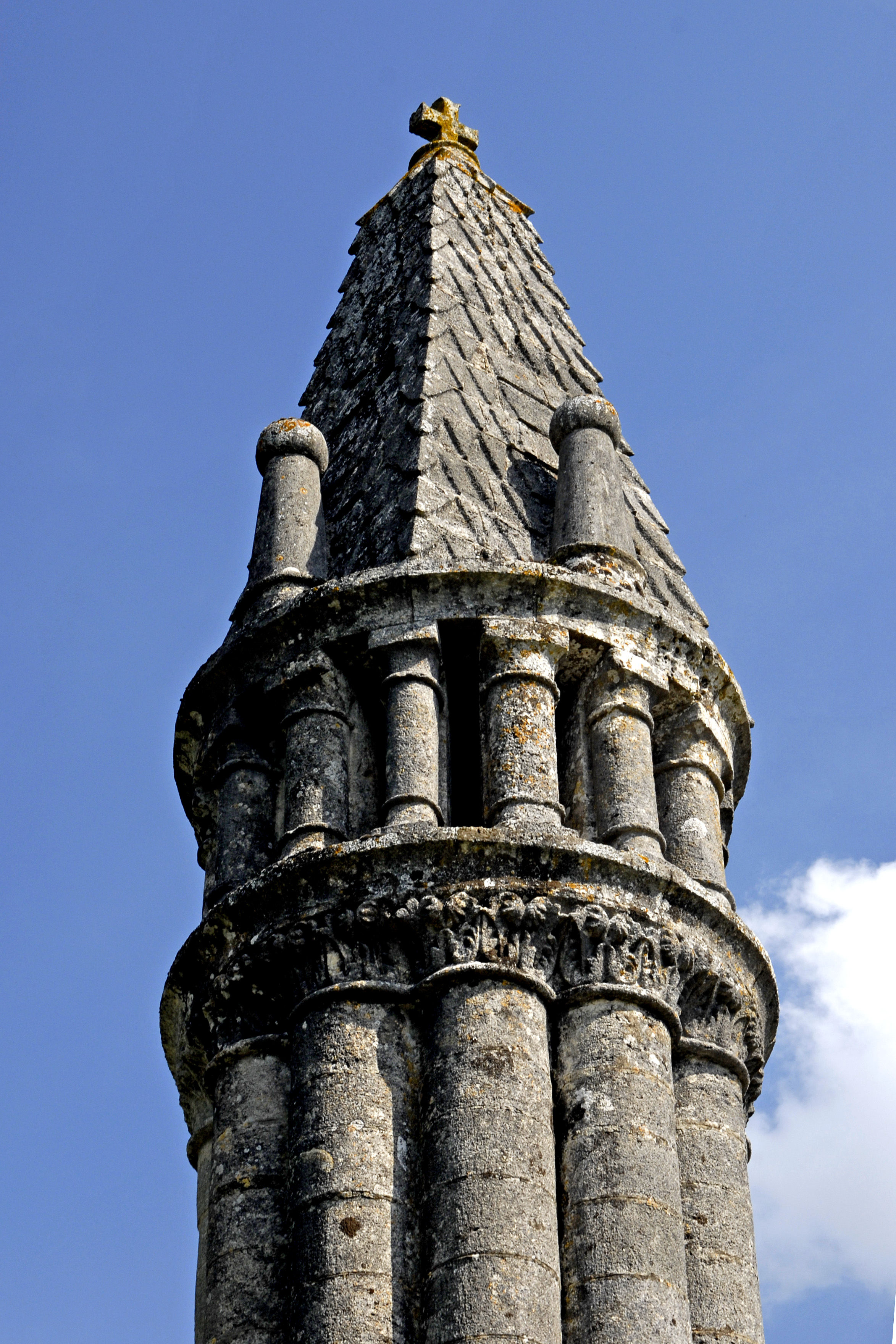
Détail du sommet.
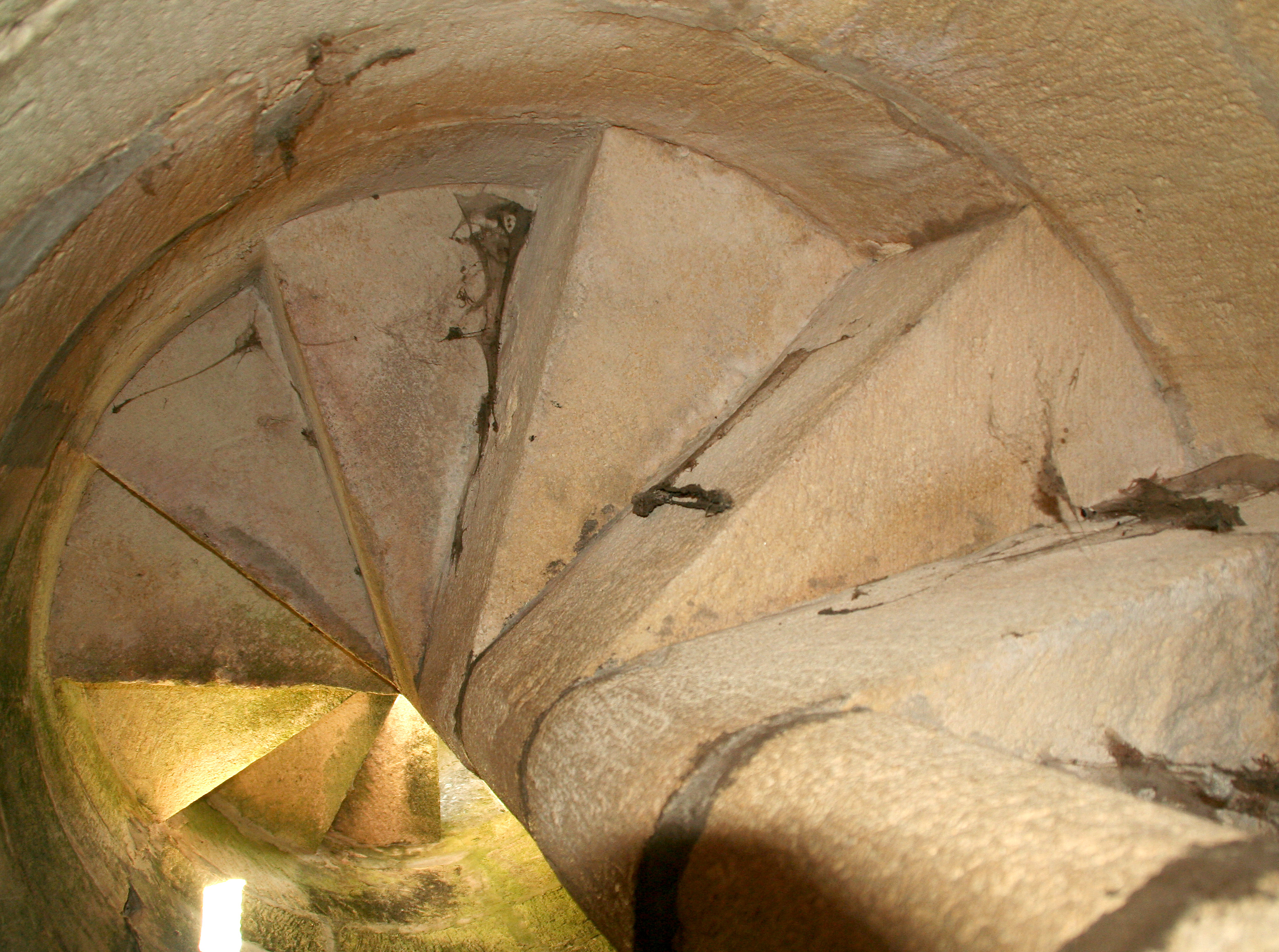
Escalier intérieur.